# An Cailín Ciúin
An Cailín Ciúin (Pronúncia irlandesa: [ənˠ ˈkalʲiːnʲ kʲuːnʲ]; inglês: The Quiet Girl, no Brasil: A Menina Silenciosa) é um longa metragem irlandês de drama e coming of age dirigido por Colm Bairéad, adaptado de uma novela denominada Foster, escrita por Claire Keegan. Situado em 1981, o filme segue uma menina retraída de nove anos que experimenta um lar amoroso pela primeira vez quando passa o verão em uma fazenda com parentes distantes em Ring, no Condado de Waterford. Estreou no Festival Internacional de Cinema de Berlim no dia 11 de Fevereiro de 2022, vencendo o Urso de Cristal do Júri Internacional Generation Kplus de Melhor Filme e recebeu uma menção especial do júri infantil. No Brasil, foi exibido pela primeira vez no Festival de Rio em 9 de Outubro de 2022. Escolhido representante da Irlanda na inscrição a categoria de Melhor Filme Estrangeiro na 95.º Edição do Oscar, foi selecionado à lista preliminar, cuja decisão final com os cinco indicados ao prêmio  está prevista para 24 de Janeiro de 2023.

## Elenco
- Carrie Crowley como Eibhlín Cinnsealach
- Andrew Bennett como Seán Cinnsealach
- Catherine Clinch como Cáit
- Michael Patric como Athair Cháit (Da)
- Kate Nic Chonaonaigh como Máthair Cháit (Mam)

## Produção
O longa é adaptado de Foster, novela de 2010 em inglês de Claire Keegan. O filme foi originalmente intitulado Fanacht ("Esperando"). Filmado em Dublin e County Meath, com locações em Meath incluindo Summerhill, Moynalvey (incluindo Fagan's Pub), Curraghtown, Garlow Cross, Trim e Clonymeath.

## Lançamento
The Quiet Girl estreou na Berlinale em 11 de fevereiro de 2022, venceu o Urso de Cristal do Júri Internacional Generation Kplus de Melhor Filme e recebeu uma menção especial do júri infantil. O júri afirmou que “É um filme com uma história delicada e cheia de detalhes sobre infância, luto, paternidade e reconstrução de uma família.
Também foi exibido no Festival Internacional de Cinema de Dublin de 2022 em 23 de fevereiro e no Festival de Cinema de Glasgow em março de 2022. Teve lançamento geral na Irlanda em 12 de maio de 2022. E foi selecionado para a seção 'World Cinema' do 27º Festival Internacional de Cinema de Busan sendo exibido em outubro de 2022. No Brasil, sua estreia foi Festival de Rio em 9 de Outubro de 2022. An Cailín Ciúin recebeu 11 indicações no 18º Irish Film & Television Awards (IFTAs) em março de 2022 e venceu em sete categorias. O filme foi o primeiro filme em língua irlandesa a ser exibido no Festival de Cinema de Berlim e a ganhar o prêmio de Melhor Filme no IFTAs. Ele quebrou recordes de bilheteria no fim de semana de estreia de um filme em língua irlandesa e se tornou o filme em língua irlandesa de maior bilheteria de todos os tempos.

## Recepção

### Resposta da Crítica
O filme tem 98% de aprovação no site agregador de resenhas Rotten Tomatoes, com 60 resenhas. O consenso do site diz: "Uma estreia notável para o diretor e roteirista Colm Bairéad, The Quiet Girl oferece um lembrete enganosamente simples de que as menores histórias podem causar um grande impacto emocional". O Metacritic atribuiu ao filme uma pontuação média ponderada de 89 em 100 com base em 13 críticas, indicando "aclamação universal".

### Prêmios e Indicações
| Prêmio                                      | Data de Cerimônia       | Categoria                                                | Indicados                                         | Resultado | Ref           |
| ------------------------------------------- | ----------------------- | -------------------------------------------------------- | ------------------------------------------------- | --------- | ------------- |
| Academy Awards                              | 12 de Março de 2023     | Melhor Longa-Metragem Internacional                      | República da Irlanda                              | Indicado  | [ 24 ]        |
| Berlin International Film Festival          | 17 de Fevereiro de 2022 | Grand Prix do Júri Internacional na Geração Kplus        | An Cailín Ciúin                                   | Venceu    | [ 25 ]        |
| Berlin International Film Festival          | 17 de Fevereiro de 2022 | Menção Especial do Júri Infantil                         | An Cailín Ciúin                                   | Venceu    | [ 25 ]        |
| Dublin International Film Festival          | 27 de Fevereiro de 2022 | Melhor Filme Irlandês                                    | An Cailín Ciúin                                   | Venceu    | [ 26 ]        |
| Dublin International Film Festival          | 27 de Fevereiro de 2022 | Prêmios da Audiência                                     | An Cailín Ciúin                                   | Venceu    | [ 26 ]        |
| Dublin International Film Festival          | 27 de Fevereiro de 2022 | Prêmio Aer Lingus Discovery                              | Colm Bairéad                                      | Venceu    | [ 26 ]        |
| IFTA Film & Drama Awards                    | 12 de Março de 2022     | Melhor Filme                                             | An Cailín Ciúin                                   | Venceu    | [ 27 ] [ 28 ] |
| IFTA Film & Drama Awards                    | 12 de Março de 2022     | Melhor Diretor - Filme                                   | Colm Bairéad                                      | Venceu    | [ 27 ] [ 28 ] |
| IFTA Film & Drama Awards                    | 12 de Março de 2022     | Best Lead - Filme                                        | Catherine Clinch                                  | Venceu    | [ 27 ] [ 28 ] |
| IFTA Film & Drama Awards                    | 12 de Março de 2022     | Melhor Atriz Coadjuvante - Filme                         | Carrie Crowley                                    | Indicado  | [ 27 ] [ 28 ] |
| IFTA Film & Drama Awards                    | 12 de Março de 2022     | Melhor Montagem                                          | John Murphy                                       | Venceu    | [ 27 ] [ 28 ] |
| IFTA Film & Drama Awards                    | 12 de Março de 2022     | Melhor Direção de Arte                                   | Emma Lowney                                       | Venceu    | [ 27 ] [ 28 ] |
| IFTA Film & Drama Awards                    | 12 de Março de 2022     | Melhor Cinematografia                                    | Kate McCullough                                   | Venceu    | [ 27 ] [ 28 ] |
| IFTA Film & Drama Awards                    | 12 de Março de 2022     | Melhor Figurino                                          | Louise Stanton                                    | Indicado  | [ 27 ] [ 28 ] |
| IFTA Film & Drama Awards                    | 12 de Março de 2022     | Melhor Som                                               | Steve Fanagan, John "Bob" Brennan, Brendan Rehill | Indicado  | [ 27 ] [ 28 ] |
| IFTA Film & Drama Awards                    | 12 de Março de 2022     | Melhor Trilha Sonora Original                            | Stephen Rennicks                                  | Venceu    | [ 27 ] [ 28 ] |
| IFTA Film & Drama Awards                    | 12 de Março de 2022     | Prêmio Estrela em Ascensão da Screen Ireland             | Colm Bairéad                                      | Venceu    | [ 27 ] [ 28 ] |
| London Film Critics' Circle                 | 5 de Fevereiro de 2023  | Filme Britânico/Irlandês do Ano                          | An Cailín Ciúin                                   | Indicado  | [ 29 ]        |
| London Film Critics' Circle                 | 5 de Fevereiro de 2023  | Filme em Língua Estrangeira do Ano                       | An Cailín Ciúin                                   | Venceu    | [ 29 ]        |
| London Film Critics' Circle                 | 5 de Fevereiro de 2023  | Cineasta Britânico/Irlandês Revelação do Ano             | Colm Bairéad                                      | Indicado  | [ 29 ]        |
| London Film Critics' Circle                 | 5 de Fevereiro de 2023  | Jovem Intérprete Britânica/Irlandesa do Ano              | Catherine Clinch                                  | Indicado  | [ 29 ]        |
| Satellite Awards                            | 11 de Fevereiro de 2023 | Melhor Filme - Internacional                             | An Cailín Ciúin                                   | Indicado  | [ 30 ]        |
| Sydney Film Festival                        | 19 de Junho de 2022     | Melhor Filme                                             | An Cailín Ciúin                                   | Indicado  | [ 31 ]        |
| Sydney Film Festival                        | 19 de Junho de 2022     | Prêmios da Audiência                                     | An Cailín Ciúin                                   | 3º Lugar  | [ 31 ]        |
| Taipei Film Festival                        | 8 de Julho de 2022      | Prêmio Escolha do Público                                | An Cailín Ciúin                                   | Venceu    | [ 32 ]        |
| Taipei Film Festival                        | 8 de Julho de 2022      | Concurso Internacional de Novos Talentos - Grande Prêmio | An Cailín Ciúin                                   | Indicado  | [ 32 ]        |
| Valladolid International Film Festival      | 29 de Julho de 2022     | Silver Spike                                             | An Cailín Ciúin                                   | Venceu    | [ 33 ]        |
| Valladolid International Film Festival      | 29 de Julho de 2022     | Prêmios da Audiência                                     | An Cailín Ciúin                                   | Venceu    | [ 33 ]        |
| British Academy of Film and Television Arts | 19 de fevereiro de 2023 | Melhor Roteiro Adaptado                                  | Colm Bairéad                                      | Indicado  | [ 34 ]        |